# Ruth Bancroft Garden
El Jardín de Ruth Bancroft (en inglés: Ruth Bancroft Garden) es un jardín botánico de 10 000 m²) de extensión, especializado en plantas de poco consumo de agua, que está administrado por el Garden Conservancy. Se ubica en Walnut Creek, California, Estados Unidos.

## Localización
Ruth Bancroft Garden, 1500 Bancroft Road, Walnut Creek, Contra Costa county, California CA 94598 Estados Unidos de América.
Es visitable mediante grupo guiado, se aceptan aportaciones para su mantenimiento.

## Historia

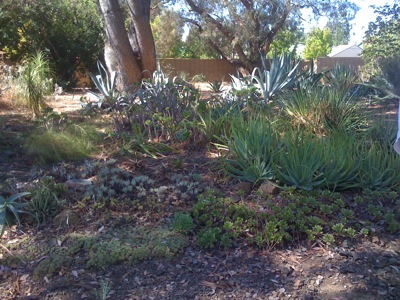
Vista general del Ruth Bancroft Garden.

El jardín comenzó su andadura a inicios de la década de 1950 como una colección privada dentro de la granja de Bancroft, 400 acres (1.6 km²) comprada por el editor Hubert Howe Bancroft como huerta para cultivar perales y nogales. 
En la década de 1950, Ruth Bancroft llevó a casa una sola suculenta, aeonium cultivada por Ms. Glenn Davidson, con la que empezó la colección.  
En 1972, la colección había sobrepasado su localización y fue trasladada a su sitio actual, entonces una huerta de nogales moribundos. 
En 1989, se convirtió en el primer jardín en los Estados Unidos en ser preservado por el Garden Conservancy, y ha estado abierto al público desde 1992. 
El jardín es actualmente un xeriscape, paisaje excepcional de plantas  xerófitas (plantas que se desarrollan con una escasa aportación de agua). 

## Colecciones

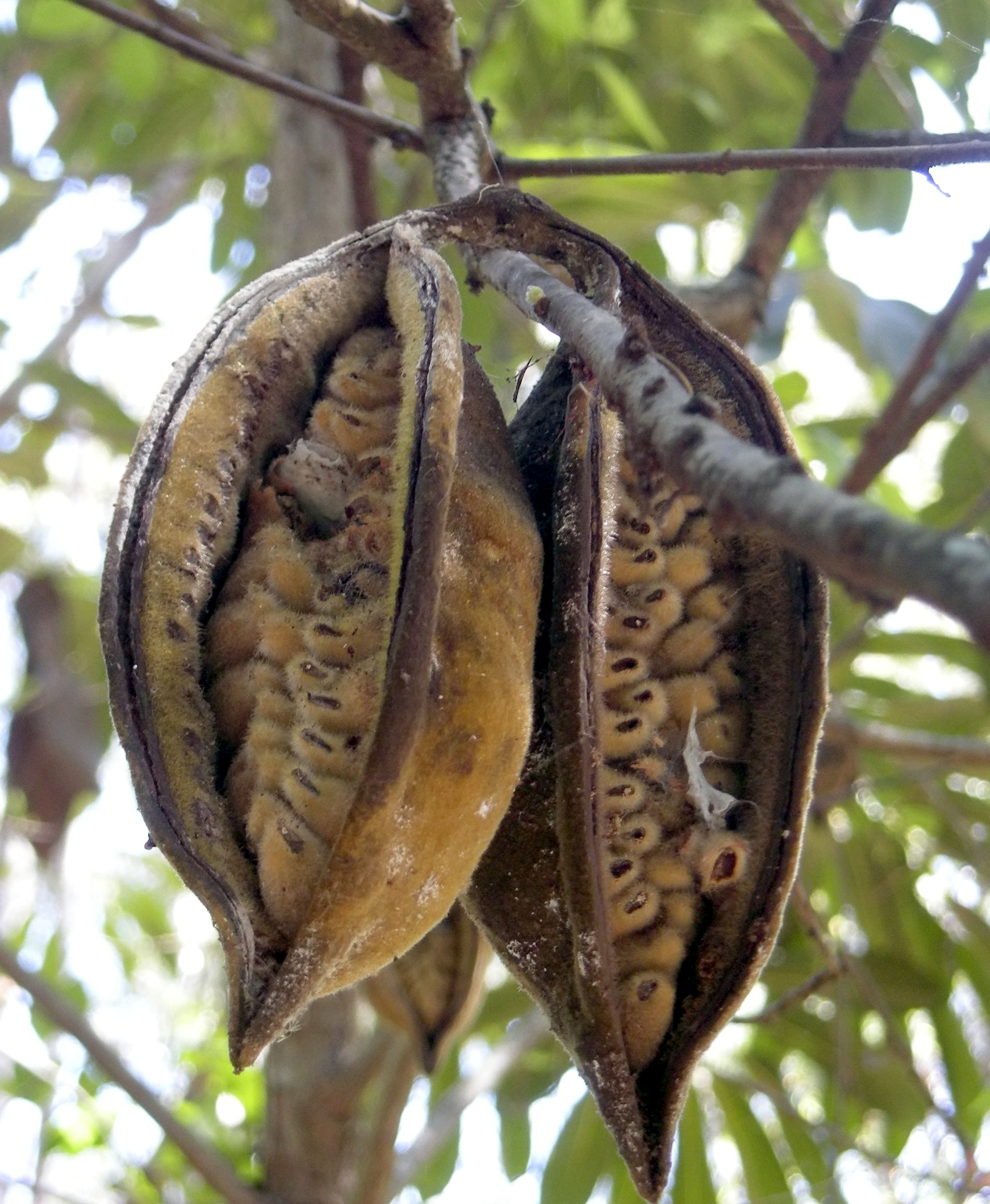
Frutos del árbol nativo de Australia Brachychiton rupestris.

El jardín alberga más de 2,000 cactus, suculentas, árboles, y arbustos nativos de África, Australia, California, Chile, y México.
Son de destacar los aeonium, aloes, agavaceae, Brachychiton rupestris, Brahea armata, bromeliaceae, Butia, dudleya, dyckia, echeverias, Echinocactus, hechtia, Jubaea chilensis, Puya berteroniana y P. chilensis, Xanthorrhoea preissii, y yuccas.